# 파라 에슬라키트
파라 에슬라키트(Farah Eslaquit, 1991년 12월 ~ )는 니카라과의 미인 대회 우승자로 멕시코 태생이다. 2012년 미스 니카라과 우승자이며 미스 유니버스 2012에서 니카라과 대표로 참가했다.